# Organisme

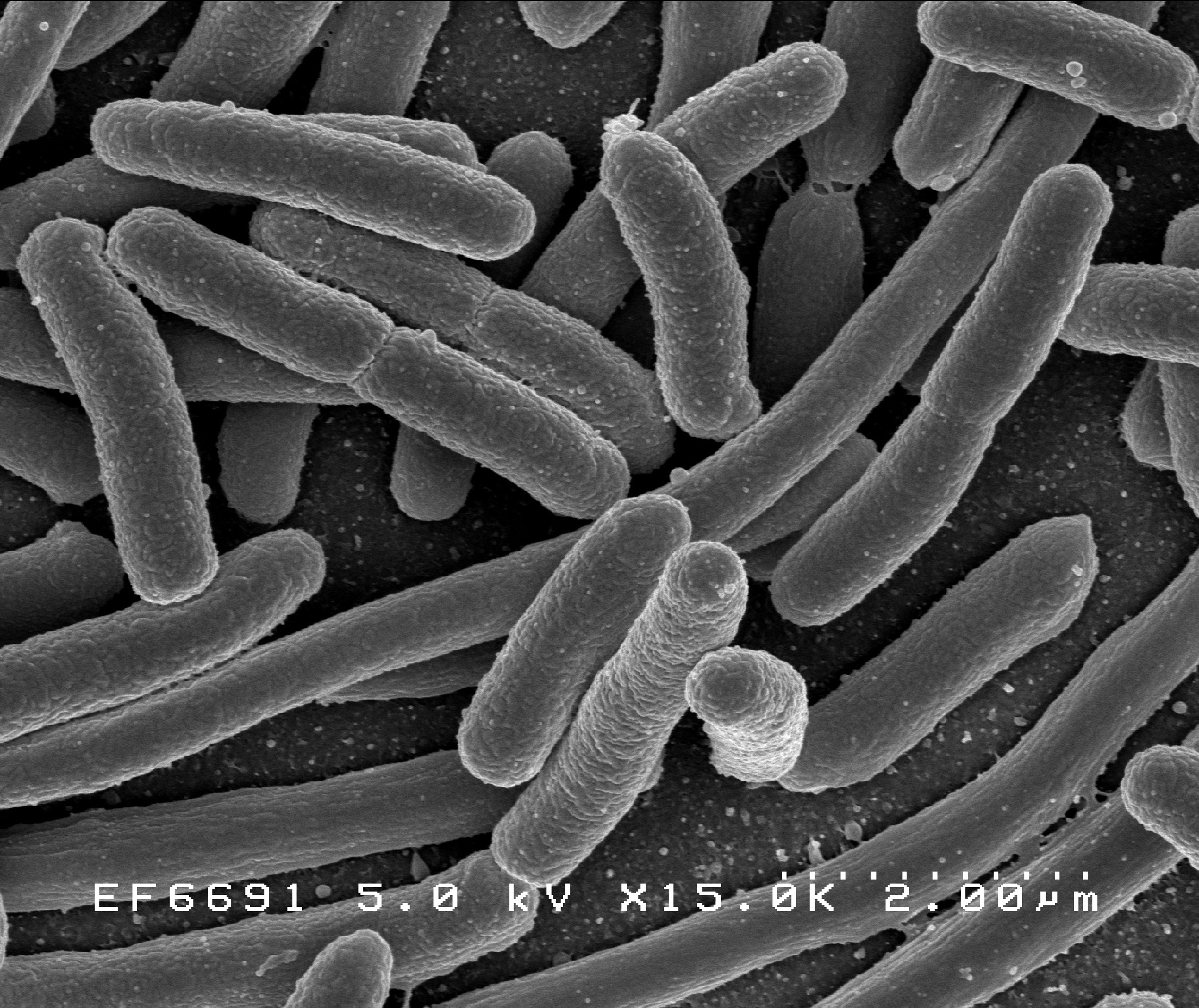
El bacteri Escherichia coli és una espècie d'organisme procariota present en l'intestí dels éssers humans. Fa entre 1-4 μm.

Un bolet polipor té una relació de parasitisme amb el seu hoste.

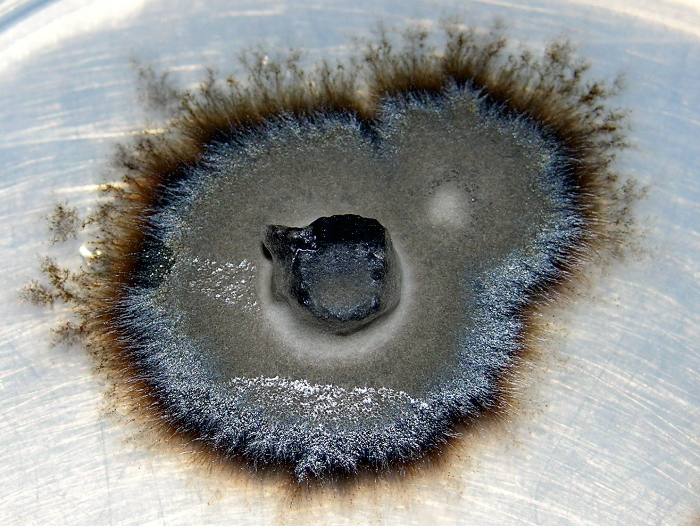
Un fong micorriza ericoid

Un organisme (sovint anomenat ésser viu) és, en biologia, un conjunt d'àtoms i molècules que forma una estructura material molt organitzada i complexa. En aquesta estructura intervenen sistemes de comunicació molecular, que es relaciona amb el medi ambient mitjançant un intercanvi de matèria i energia d'una forma ordenada i que exerceix les funcions bàsiques de la vida (nutrició, relació i reproducció). D'aquesta manera, els organismes actuen i funcionen per si mateixos sense perdre el seu nivell estructural fins a la seva mort.
Tots els organismes estan constituïts per cèl·lules. En l'interior de les cèl·lules es realitzen les seqüències de reaccions químiques necessàries per a la vida. A l'interior d'aquestes es realitzen les seqüències de reaccions químiques, catalitzades per enzims, necessàries per a la vida.
La classificació científica en biologia considera als organismes com a sinònim de vida a la Terra. De totes les espècies d'organismes que han existit en algun moment, avui en dia solament estan vives menys de l'1%, estant la resta extingides.

## Etimologia
El terme organisme prové del grec antic ὄργανον - organon "organ, instrument, estri".

## Classificació dels organismes
Basant-nos en el tipus cel·lular, els organismes es poden dividir en els grups dels procariotes i dels eucariotes. Els procariotes representen dos dominis separats, els eubacteris i els arqueus. Els organismes eucariotes, amb un nucli cel·lular embolcallat per una membrana, també contenen orgànuls, com els mitocondris i (en plantes) els plastidis, generalment considerats com a derivats d'un bacteri endosimbiòtic. Els fongs, els animals i les plantes són exemples de grups eucariotes.
Recentment s'ha proposat un nou clade, els neomurs, que engloba els arqueus i els eucariotes. Es creu que els neomurs van evolucionar a partir d'eubacteris, més específicament a partir d'actinobacteris.
Els organismes es classifiquen en regnes. La classificació més estesa és la de cinc regnes:
- Monera, són els organismes més senzills, amb cèl·lules procariotes. N'hi ha descrites unes 25.000 espècies
- Protoctists. Unicelul·lars, però amb nucli diferenciat. Cèl·lules eucariotes. Amb unes 150.000 espècies descrites.
- Fongs amb 100.000 espècies.
- Plantes amb unes 350.000 espècies.
- Animals el més nombrós amb més de 2 milions d'espècies descobertes i entre 30 i 100 milions d'espècies en total estimades.[7]

La classificació permet l'estudi del món natural i entendre les relacions entre espècies.

## Principals característiques dels organismes

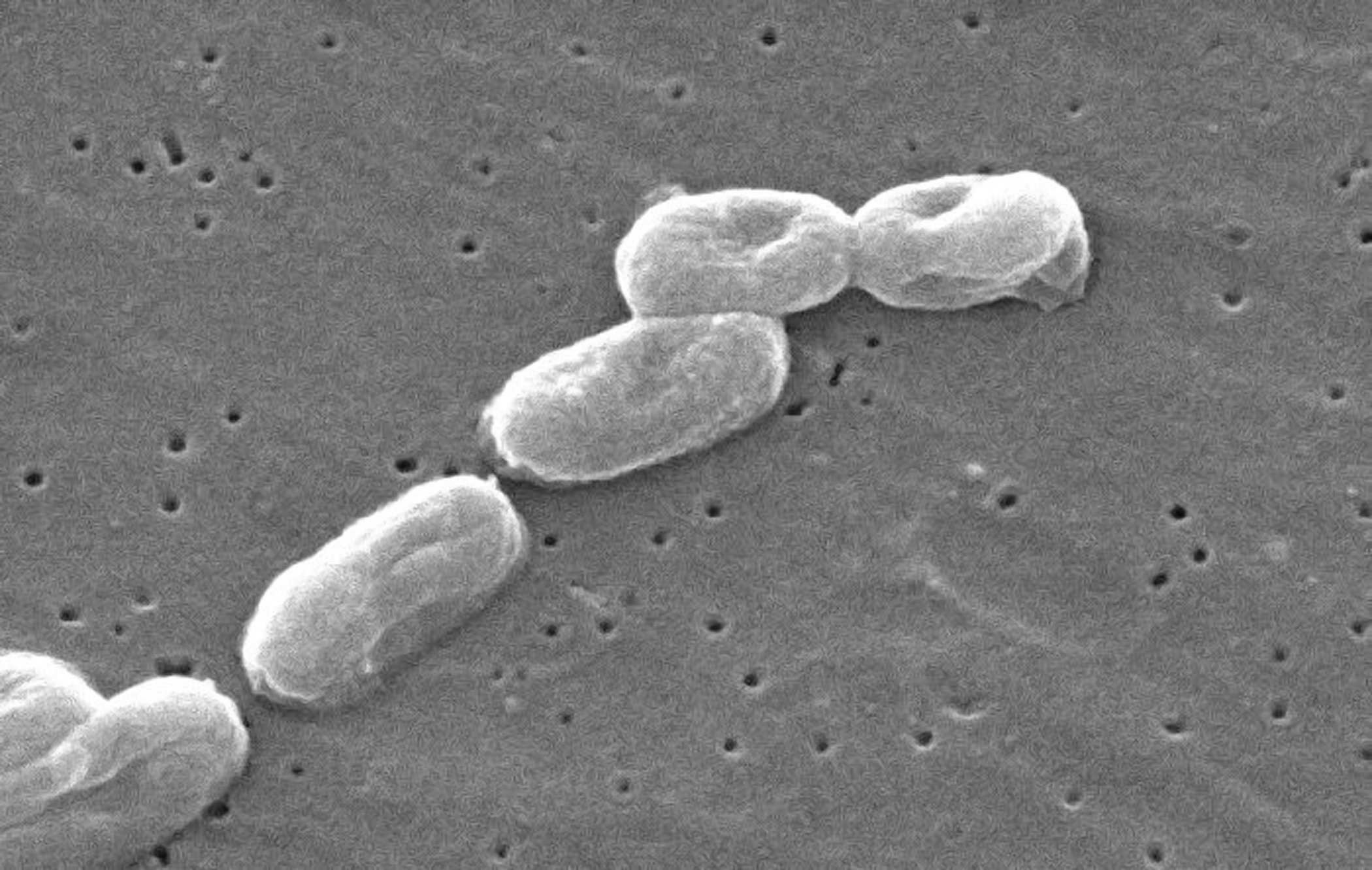
La reproducció és una característica bàsica dels éssers vius. A la part superior de la figura s'aprecia un bacteri reproduint per fissió binària.

Article principal: Principals característiques dels éssers vius
És fàcil, habitualment, decidir si alguna entitat està viva o no. Això és degut al fet que els éssers vius comparteixen molts atributs. Així mateix, la vida pot definir segons aquestes propietats bàsiques dels éssers vius, que ens permeten diferenciar de la matèria inert o inorgànica:
- Organització. Es componen de cèl·lules; les unitats bàsiques d'un organisme són les cèl·lules. Un organisme pot estar compost d'una sola cèl·lula (unicel·lular) o per moltes (pluricel·lular).
- Homeòstasi. Els organismes mantenen un equilibri intern, per exemple, controlen activament la seva pressió osmòtica i la concentració d'electròlits.
- Irritabilitat. Reaccionen a estímuls; la irritabilitat és una reacció davant estímuls externs. Una resposta pot ser de moltes formes, per exemple, la contracció d'un organisme unicel·lular quan és tocat o les reaccions complexes que impliquen els sentits en els animals superiors.
- Metabolisme. Creixen i es desenvolupen. Els organismes consumeixen energia per convertir els nutrients en components cel·lulars (anabolisme) i alliberen energia al descompondre la matèria orgànica (catabolisme).
- Desenvolupament. Regulen els seus processos metabòlics i de desenvolupament. Els organismes augmenten de mida en adquirir i processar els nutrients. Moltes vegades aquest procés no es limita a l'acumulació de matèria sinó que implica canvis importants.
- Reproducció. És l'habilitat de produir còpies similars de si mateixos, tant asexuadament a partir d'un únic progenitor, com sexualment a partir d'almenys dos progenitors.
- Adaptació. Les poblacions i els individus evolucionen i s'adapten a l'ambient.

### Els virus, un cas especial

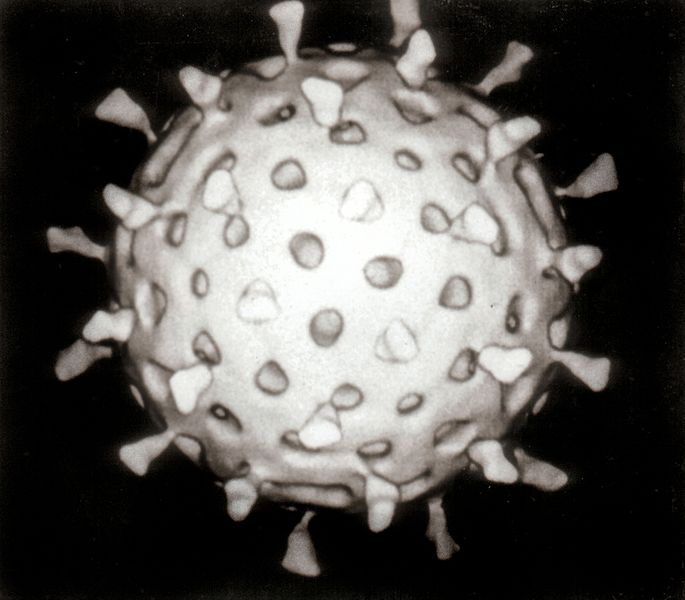
Il·lustració per ordinador d'una partícula d'un virus

Tot i que els virus compleixen amb tres d'aquestes característiques, no tenen metabolisme. Tanmateix, si considerem que la característica bàsica d'un ésser viu és l'evolució biològica, també els virus podrien ser considerats éssers vius. Si un virus es troba a l'exterior d'un altre ésser viu té la mateixa condició que un ésser inert, ja que no fan cap de les funcions bàsiques dels sers vius: no s'alimenten, no respiren, no creixen i no es mouen. Per contra, si es posen en contacte amb una planta, bacteri o animal entren en acció, infectant les cèl·lules de l'organisme hoste. Els virus existeixen amb un únic objectiu: reproduir-se prenent el control sobre una cèl·lula hoste. Hi ha cert consens, tanmateix, en no considerar-ho formes vives tot i que encara hi ha qui discrepa sobre la qüestió. Com es veu tot depèn de què es considera a l'hora de definir la vida. Per a més informació vegeu: definicions de vida

## Estructura
Tots els organismes consisteixen en unitats monomèriques anomenades cèl·lules; alguns contenen una única cèl·lula (organismes unicel·lulars) i altres contenen dues o més d'aquestes unitats (organismes pluricel·lulars). Els organismes pluricel·lulars són capaços d'especialitzar cèl·lules per a dur a terme funcions específiques, a un grup d'aquestes cèl·lules se l'anomena teixit. Hi ha quatre tipus bàsics de teixit: l'epiteli, el teixit nerviós, el teixit muscular i el teixit connectiu. Diversos tipus de teixit treballen conjuntament per a formar un òrgan per a produir una funció determinada (com el batec de la sang per part del cor o la barrera respecte a l'entorn que genera la pell). Aquest patró continua a un nivell més elevat amb nombrosos òrgans funcionant com un sistema d'òrgans per a permetre la reproducció, la digestió, etc. Molts organismes pluricel·lulars comprenen nombrosos sistemes d'òrgans que es coordinen per tal de permetre la vida.

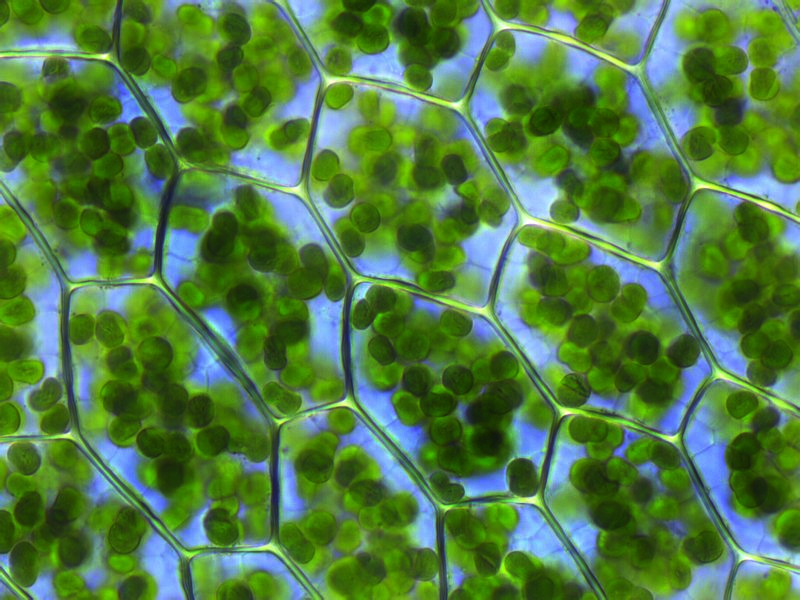
Cèl·lules vegetals. Dins d'aquestes i en color verd s'aprecien els cloroplasts.

### La cèl·lula
La teoria cel·lular, proposada l'any 1839 per Schleiden i Schwann, estableix que tots els organismes estan compostos d'una o més cèl·lules, i que totes les cèl·lules provenen d'altres cèl·lules preexistents. Totes les funcions vitals d'un organisme succeeixen dins de les cèl·lules, i les cèl·lules contenen informació hereditària necessària per a les funcions de regulació de la cèl·lula i per transmetre informació a la següent generació de cèl·lules.
Totes les cèl·lules tenen una membrana plasmàtica que les envolta, que separa el seu interior del medi ambient, i regula l'entrada i sortida de compostos mantenint d'aquesta manera el potencial de membrana. També tenen un citoplasma salí que constitueix la major part del volum de la cèl·lula, i material hereditari (ADN i ARN).
Segons la localització i l'organització de l'ADN es distingeixen dos tipus de cèl·lules:
- Cèl·lules procariotes (dels organismes procariotes), que no tenen membrana nuclear; per la qual cosa, l'ADN no està separat de la resta del citoplasma.
- Cèl·lules eucariotes (dels organismes eucariotes), que tenen un nucli ben definit amb un embolcall que amaga l'ADN, i que està organitzat en cromosomes.

Totes les cèl·lules comparteixen diverses habilitats:
- Reproducció per divisió cel·lular (fissió binària, mitosi o meiosi).
- Ús d'enzims i d'altres proteïnes codificades per gens de l'ADN i construïdes via un ARN missatger en els ribosomes.
- Metabolisme, incloent l'obtenció dels components constructius de la cèl·lula i energia i l'excreció de residus. El funcionament d'una cèl·lula depèn de la seva capacitat per extreure i utilitzar l'energia química emmagatzemada en les molècules orgàniques. Aquesta energia s'obté a través de les cadenes metabòliques.
- Resposta a estímuls externs i interns, per exemple, canvis de temperatura, pH o nivells de nutrients.

### Simetria corporal
Disposició de les estructures corporals respecte d'algun eix del cos. Es classifiquen en:
- Asimètrics: són els que no tenen una forma definida, com l'ameba.
- Radial: és presentada per organismes en forma de roda o cilindre i les seves parts corporals parteixen d'un eix o punt central. Exemple: les garotes i les estrelles de mar.
- Bilateral: la presenta la majoria dels éssers vius, és aquella en la qual en passar un eix pel centre del cos s'obtenen dues parts equivalents. Exemple: els vertebrats.

## Composició química dels éssers vius

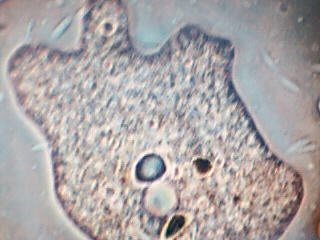
El protista Amoeba proteus (ameba) és un organisme eucariota que viu lliure en aigua dolça. Mesura unes 500 μm.

Els organismes són sistemes físics que es mantenen per una sèrie constant de reaccions químiques complexes, organitzades de manera que promouen la reproducció i, en alguna mesura, la sostenibilitat i la supervivència. Els éssers vius estan integrats per molècules inanimades; quan s'examinen individualment aquestes molècules s'observa que s'ajusten a totes les lleis físiques i químiques que regeixen el comportament de la matèria inert i les reaccions químiques són fonamentals a l'hora d'entendre els organismes, però és un error reduccionista considerar la biologia des d'un punt de vista exclusivament des de la física o la química. També hi té un paper important la interacció amb els altres organismes i amb el medi ambient. De fet, algunes branques de la biologia, per exemple l'ecologia, estan molt allunyades d'aquesta manera d'entendre els éssers vius.
Els organismes són sistemes físics oberts, ja que intercanvien matèria i energia amb el seu entorn. Encara que són unitats individuals de vida no estan aïllats del medi ambient que els envolta; per funcionar absorbeixen i desprenen constantment matèria i energia. Els éssers autòtrofs produeixen energia útil, en forma de compostos orgànics, a partir de la llum del sol o de compostos inorgànics, mentre que els heteròtrofs utilitzen compostos orgànics del seu entorn.

### Elements químics
La matèria que compon els organismes està formada en un 95% per quatre àtoms que són el carboni, hidrogen, oxigen i nitrogen, a partir dels quals es formen les molècules biològiques:
- Molècules orgàniques o biomolècules: àcids nucleics, les proteïnes, els glúcids i els lípids.
- Molècules inorgàniques: Aigua, Sals minerals i gasos.

Aquestes molècules es repeteixen constantment dins dels éssers vius, pel que l'origen de la vida procedeix d'un antecessor comú fa molts milions d'anys aparegut sobre la Terra. Seria molt improbable que hagin aparegut independentment dos éssers vius amb les mateixes molècules orgàniques. S'han trobat biomarcadors en roques que indicaven una antiguitat de fins a 3.500 milions d'anys, de manera que la vida podria haver sorgit sobre la Terra fa, aproximadament, entre 3.800 i 4.000 milions d'anys.
La matèria viva està constituïda per uns 60 elements, que representen gairebé tots els elements estables de la Terra amb l'excepció dels gasos nobles. Aquests elements es diuen bioelements o elements biogènics. Es poden classificar en dos tipus: primaris i secundaris.
- Els elements primaris són indispensables per a formar les biomolècules orgàniques (glúcids, lípids, proteïnes i àcids nucleics). Constitueixen el 96,2% de la matèria viva. Són el carboni, l'hidrogen, l'oxigen, el nitrogen, el fòsfor i el sofre.
- Els elements secundaris són tots els bioelements restants. N'hi ha de dos tipus: els indispensables i els variables. Entre els primers hi ha el calci, el sodi, el potassi, el magnesi, el clor, el ferro, el silici, el coure, el manganès, el bor, el fluor i el iode.

L'element químic fonamental de tots els compostos orgànics és el carboni. Les característiques físiques d'aquest element, com ara la seva gran afinitat d'enllaç amb altres àtoms petits que inclouen altres àtoms de carboni, i la seva mida petita li permeten formar enllaços múltiples i el fan ideal com a base de la vida orgànica. És capaç de formar compostos petits que contenen pocs àtoms (per exemple, el diòxid de carboni) així com grans cadenes de molts milers d'àtoms anomenades macromolècules. Els enllaços entre àtoms de carboni són prou forts perquè les macromolècules siguin estables i prou febles com per ser trencats durant el catabolisme. Les macromolècules a base de silici, les silicones, en condicions normals són pràcticament indestructibles, el que les descarten com a components d'un ésser viu.

### Macromolècules
Els compostos orgànics presents en la matèria viva mostren una enorme varietat i la major part d'ells són extraordinàriament complexos. Tot i això, les macromolècules biològiques estan constituïdes a partir d'un petit nombre de petites molècules fonamentals (monòmers), que són idèntiques en totes les espècies d'éssers vius. Totes les proteïnes estan constituïdes tan sols per 20 aminoàcids diferents i tots els àcids nucleics per quatre nucleòtids. S'ha calculat que, aproximadament un 90% de tota la matèria viva, que conté molts milions de compostos diferents, està composta en realitat per unes 40 petites molècules orgàniques.
Per exemple, fins i tot en les cèl·lules més petites i senzilles, com el bacteri Escherichia coli, hi ha uns 5.000 compostos orgànics diferents; entre ells, unes 3.000 classes diferents de proteïnes. I es calcula que en el cos humà pot haver fins a 5 milions de proteïnes diferents. A més a més, cap de les molècules proteiques d'Escherichia coli és idèntica a alguna de les proteïnes humanes, encara que algunes d'elles actuïn de la mateixa manera.
La major part de les macromolècules biològiques que componen els organismes poden classificar-se en un dels següents quatre grups: àcids nucleics, proteïnes, lípids i glúcids.

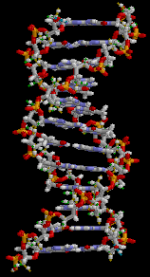
Doble hèlix d'ADN

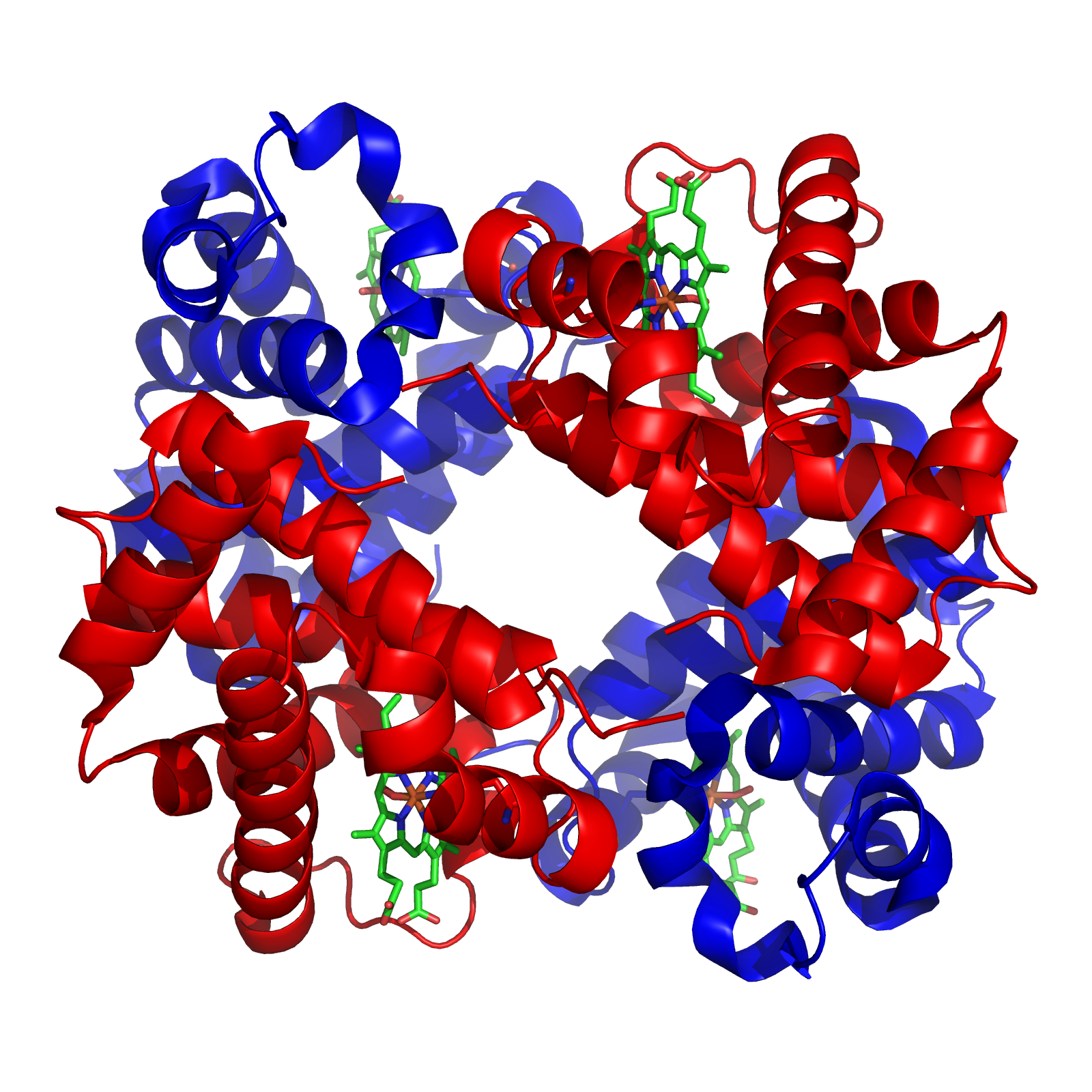
Una proteïna (hemoglobina)

Fosfolípids organitzats en liposoma, micel·la i bicapa lipídica

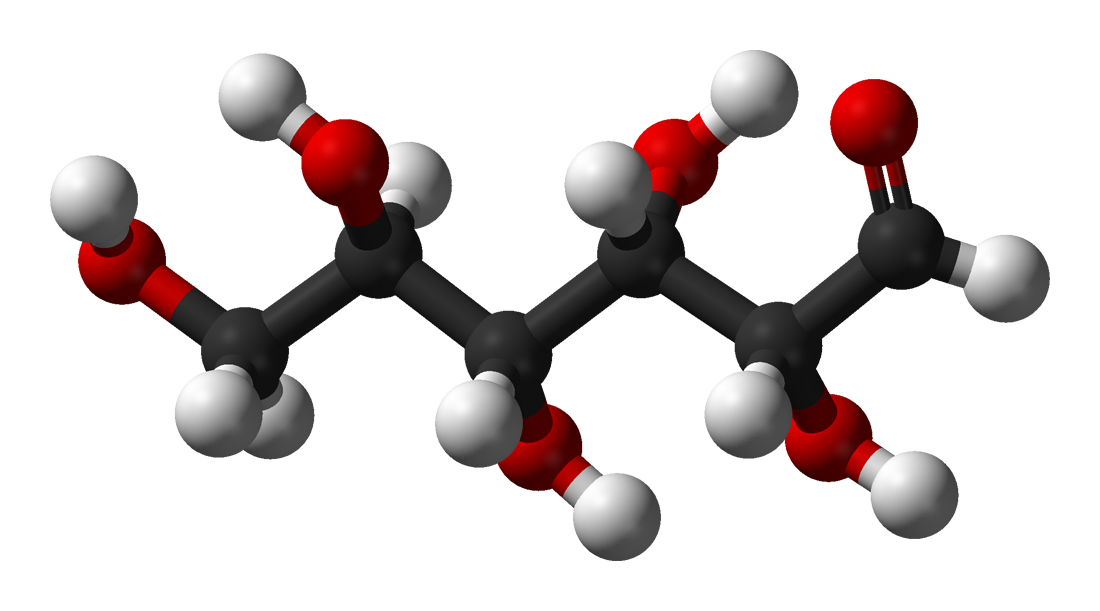
Un glúcid (glucosa)

### Àcids nucleics
Els àcids nucleics (ADN i ARN) són macromolècules formades per seqüències de nucleòtids que els éssers vius utilitzen per emmagatzemar informació. Dins de l'àcid nucleic, un codó és una seqüència particular de tres nucleòtids que codifica un aminoàcid particular, mentre que una seqüència d'aminoàcids forma una proteïna.

### Proteïnes
Les proteïnes són macromolècules formades per seqüències d'aminoàcids que a causa de les seves característiques químiques es pleguen d'una manera específica i així realitzen una funció particular. Es distingeixen les següents funcions proteiques:
- Enzims, que catalitzen les reaccions metabòliques.
- Proteïnes estructurals, per exemple, la tubulina i el col·lagen.
- Proteïnes reguladores, per exemple, la insulina, l'hormona del creixement i els factors de transcripció que regulen el cicle de la cèl·lula.
- Proteïnes senyalitzadores i els seus receptors, com ara algunes hormones.
- Proteïnes defensives, com per exemple els anticossos del sistema immunitari i les toxines. Algunes vegades les toxines contenen aminoàcids inusuals com ara la canavanina.

### Lípids
Els lípids formen la membrana plasmàtica que constitueix la barrera que limita l'interior de la cèl·lula i evita que les substàncies puguin entrar i sortir lliurement d'ella. En alguns organismes pluricel·lulars s'utilitzen també per emmagatzemar energia i per participar en la comunicació entre cèl·lules.

### Glúcids
Els glúcids (o hidrats de carboni) són el combustible bàsic de totes les cèl·lules. La glucosa està en la fase inicial d'una de les rutes metabòliques més primitives: la glucòlisi. També emmagatzemen energia en alguns organismes (midó, glicogen), i són més fàcils de trencar que els lípids. També formen estructures esquelètiques duradores, com la cel·lulosa (paret cel·lular dels vegetals) o la quitina (paret cel·lular dels fongs, i la cutícula dels artròpodes).

## Origen de la vida
La Terra es va formar al mateix temps que el Sol i que la resta del sistema solar, fa uns 4.570 milions d'anys. S'han trobat biomarcadors en roques amb una antiguitat de fins a 3.500 milions d'anys, de manera que la vida podria haver sorgit sobre la Terra fa 3.800-4.000 milions d'anys. Amb les condicions de la Terra primitiva (o en l'espai exterior i portats per meteorits) van poder formar les biomolècules més senzilles. Aquestes inclouen aminoàcids, nucleòtids i fosfolípids, que poden acoblar espontàniament sota determinades condicions.

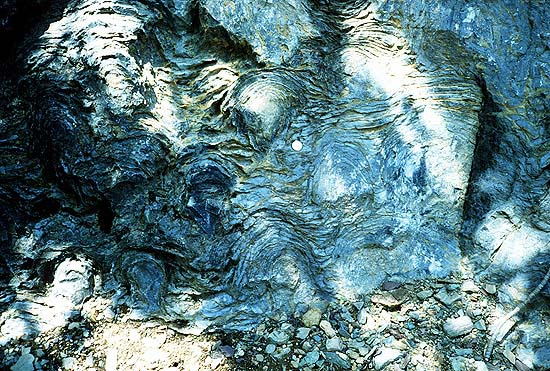
Es coneixen estromatòlits com els que formen les actuals cianobacteris amb una antiguitat de fins a 3.500 milions d'anys.

A partir d'aquests monòmers es formarien les proteïnes, àcids nucleics i membranes que constituirien les protocèl·lules. No obstant això, aquí sorgeix un problema: les proteïnes són excel·lents catalitzadors de reaccions químiques, però no poden emmagatzemar informació genètica, és a dir, la informació necessària per a la síntesi d'una altra proteïna. Per la seva banda, els àcids nucleics emmagatzemen informació genètica, però per a la seva duplicació necessiten enzims, és a dir, de proteïnes. Això planteja el dilema de què van ser primer, les proteïnes (models del metabolisme primer) o els àcids nucleics (models dels gens primer). Segons el primer dels models, l'emergència d'un metabolisme primitiu va poder preparar un ambient propici per a la posterior aparició de la replicació dels àcids nucleics, com postula, per exemple, la teoria del món de ferro-sulfur. Al segon dels models s'enquadra la hipòtesi del món d'ARN, que es basa en l'observació que algunes seqüències d'ARN poden comportar-se com enzims. Aquest tipus de compost s'anomena ribozims, és a dir un enzim constituïda per àcid ribonucleic. Segons aquesta hipòtesi, l'origen dels components moleculars i cel·lulars de la vida implicaria el següent:
- L'encadenament a l'atzar de nucleòtids per a formar molècules d'ARN va poder haver originat ribozms que serien capaços de autoreplicació i que podrien tenir mecanismes de autoinserció i autoeliminació de nucleòtids.
- Els processos de selecció natural per a una major diversitat i eficiència donarien lloc a ribozims que catalitza pèptids i després petites proteïnes, ja que aquests compostos són millors catalitzadors. D'aquesta manera va sorgir el primer ribosoma i comença la síntesi de proteïnes.
- Les proteïnes es converteixen en els biopolímers dominants i els àcids nucleics (ARN i ADN) queden restringits a un ús predominantment genòmic.
- Els fosfolípids, per la seva banda, poden formar espontàniament bicapes lipídiques, un dels dos components bàsics de la membrana cel·lular. Les membranes assistirien a la replicació i síntesi d'àcids nucleics i proteïnes d'acord amb dos possibles models: citoplasma dins i citoplasma fora. En aquest últim cas, els àcids nucleics i proteïnes evolucionarien a la part exterior de la membrana i només més tard es interioritzarien per formar les primeres cèl·lules.[29][30]

## Arbre filogenètic
El següent diagrama mostra l'arbre filogenètic en regnes dels éssers vius tenint en compte les últimes dades moleculars.

Un arbre filogenètic hipotètic de tots els organismes, basat en dades de seqüències genètiques de l'ARN 16S, mostrant la història evolutiva dels tres dominis de la vida, Bacteri, Archaea i Eukarya. Proposat originàriament per Carl Woese.

| Nivells estructurals de la vida | Cèl·lula Teixit Òrgan Sistema Organisme Població Comunitat Ecosistema |
| Biosfera                        |                                                                       |